# Néfi
Néfi (em inglês, Nephi), filho de Leí. É um importante personagem do Livro de Mórmon.
Foi o primeiro escritor/ profeta do Livro de Mórmon, tendo escrito os livros de Primeiro Néfi e Segundo Néfi. Era o quarto filho do profeta Leí e de Saria, tendo como irmãos mais velhos Lamã, Lemuel e Sam (1 Néfi 1), e como irmão mais jovens Jacó e José - também tinha irmãs (2 Néfi 5:6).
Néfi viveu aproximadamente em 600 a.C em Jerusalém, e foi contemporâneo a personagens bíblicos, como o Profeta Jeremias, e Daniel.
Néfi saiu de Jerusalém com sua família, quando seu pai, Leí, foi avisado por Deus de que de que a iniquidade do povo destruiria a terra de Jerusalém (1 Néfi 1). Eles partiram para “a Terra de Promissão”, que hoje são as Américas .
Néfi é descrito como um homem temente a Deus e inspirado, de uma fé inabalável (1 Néfi 3). No começo de seu relato Néfi é jovem, vigoroso e determinado a fazer a vontade de Deus (1 Néfi 2:16). Nos oito anos que passou no deserto, casou-se com uma das filhas de Ismael (1 Néfi 16:7) e foi um instrumento para salvação de sua família, obtendo caça em tempos de grande dificuldade, advertindo seus irmãos pecadores e apoiando seu idoso pai (1 Néfi 17).
Néfi construiu uma embarcação, que guiou sua família para América (1 Néfi 18:1-4). Ele colonizou o novo mundo, e foi constituído rei, embora aparentemente recusasse o título. Ele defendeu seu povo de seus inimigos, edificou um Templo, semelhante ao de Salomão, e deixou registros sagrados escritos (2 Néfi 5:7-18 e 2 Néfi 5:31-31)
Os descentes de Néfi são chamados de nefitas.

## O significado do nome "Néfi"
O significado do nome é controverso. Especialistas mórmons acreditam que Néfi é um nome egípcio com mais de um significado significados. Um deles seria “capitão do mar”:
"Nós sabemos que esse é um nome que se adapta a Néfi, que construiu um barco e navegou os mares com a ajuda do Senhor." 
Entretanto, Néfi também pode significar “bom, justo, agradável ou belo”  . As escolhas de Néfi fizeram dele alguém bom e justo. Mesmo quando ele declarou que era um homem miserável (2 Néfi 2:14), sua confiança no Senhor era forte (2 Néfi 4:34).
Helamã deu nome a um dos seus filhos em homenagem ao Néfi original, porque ele era “bom”. Helamã disse ao seu filho, “desejo que pratiqueis o bem” (Helamã 5:6-7). Da mesma forma, o nome de Néfi pode nos lembrar que devemos fazer o bem bom, ser justo, agradável e belo.

## O contexto histórico na juventude de Néfi
O reino do norte de Israel fora conquistado e seu povo levado cativo pelos assírios mais de 100 anos antes. de Néfi nascer. Na época dele, a iniquidade espalhara-se e os judeus sujeitaram-se primeiro a um poder estrangeiro e depois a outro.
Os profetas como Jeremias e Leí, pai de Néfi, profetizaram que o reino de Judá (onde Néfi morava) seria também destruído se o povo não se arrependesse (o que de fato aconteceu alguns anos mais tarde). O Rei na época em que Néfi deixou Jerusalém era Zedequias.

## 1 Néfi
O Livro de Primeiro Néfi é o primeiro no Livro de Mórmon, e inaugura as "Placas Menores" (Explicação sobre as Placas), que deveriam conter predominantemente assuntos espirituais.
Néfi esperava que seus leitores observassem as "ternas misericórdias de Deus" (1 Néfi 1:20). Na introdução apresenta uma rápida visão da família, das viagens e de seus sofrimentos. Seu desejo era “persuadir os homens a virem ao Deus de Abraão e o Deus de Isaque e o Deus Jacó e serem salvos" (1 Néfi 6:3-4)
| Capítulo | Resumo |
| -------- | --- |
| 1        | Néfi inicia o registro de seu povo — Em visão, Leí vê uma coluna de fogo e lê um livro de profecias — Louva a Deus, prediz a vinda do Messias e profetiza a destruição de Jerusalém — É perseguido pelos judeus. Aproximadamente 600 a.C. |
| 2        | Leí leva a família para o deserto junto ao Mar Vermelho — Abandonam seus bens — Leí oferece um sacrifício ao Senhor e ensina os filhos a guardarem os mandamentos — Lamã e Lemuel murmuram contra o pai — Néfi é obediente e ora com fé; o Senhor fala com ele e escolhe-o para governar os irmãos. Aproximadamente 600 a.C.                                                                              |
| 3        | Os filhos de Leí retornam a Jerusalém para obter as placas de latão — Labão recusa-se a entregar as placas — Néfi exorta e encoraja seus irmãos — Labão rouba-lhes os bens e tenta matá-los — Lamã e Lemuel agridem Néfi e Sam e são reprovados por um anjo. Aproximadamente 600–592 a.C. |
| 4        | Néfi mata Labão por ordem do Senhor e depois se apodera das placas de latão por meio de um estratagema — Zorã decide unir-se à família de Leí no deserto. Aproximadamente 600–592 a.C |
| 5        | Saria queixa-se de Leí — Ambos se regozijam com o retorno de seus filhos — Eles oferecem sacrifícios — As placas de latão contêm escritos de Moisés e dos profetas — As placas identificam Leí como descendente de José — Leí profetiza a respeito de sua semente e da preservação das placas. Aproximadamente 600–592 a.C.                                                                               |
| 6        | Néfi escreve sobre as coisas de Deus — O propósito de Néfi é persuadir os homens a virem ao Deus de Abraão e serem salvos. Aproximadamente 600–592 a.C. |
| 7        | Os filhos de Leí retornam a Jerusalém e pedem a Ismael e sua família que os acompanhem em sua viagem — Lamã e outros rebelam-se — Néfi exorta seus irmãos a terem fé no Senhor — Eles amarram-no com cordas e planejam sua destruição — Ele é libertado pelo poder da fé — Seus irmãos pedem perdão — Leí e seu grupo oferecem sacrifício e holocaustos. Aproximadamente 600–592 a.C.                     |
| 8        | Leí tem uma visão da árvore da vida — Come de seu fruto e deseja que sua família faça o mesmo — Vê uma barra de ferro, um caminho estreito e apertado e a névoa de escuridão que encobre os homens — Saria, Néfi e Sam comem do fruto, porém Lamã e Lemuel recusam-no. Aproximadamente 600–592 a.C. |
| 9        | Néfi faz dois conjuntos de registros — Cada um é chamado de placas de Néfi — As placas maiores contêm uma história secular; as menores tratam principalmente de coisas sagradas. Aproximadamente 600–592 a.C. |
| 10       | Leí prediz o cativeiro na Babilônia — Fala da vinda, entre os judeus, de um Messias, um Salvador, um Redentor — Fala também da vinda daquele que batizaria o Cordeiro de Deus — Leí fala da morte e ressurreição do Messias — Compara a dispersão e a coligação de Israel a uma oliveira — Néfi fala do Filho de Deus, do dom do Espírito Santo e da necessidade de retidão. Aproximadamente 600–592 a.C. |
| 11       | Néfi vê o Espírito do Senhor e a árvore da vida é-lhe mostrada em visão — Ele vê a mãe do Filho de Deus e aprende sobre a condescendência de Deus — Vê o batismo, ministério e crucificação do Cordeiro de Deus — Vê também o chamado e ministério dos Doze Apóstolos do Cordeiro. Aproximadamente 600–592 a.C.                                                                                           |
| 12       | Néfi vê em visão a terra prometida; a retidão, iniquidade e queda de seus habitantes; a vinda do Cordeiro de Deus no meio deles; como os Doze Discípulos e os Doze Apóstolos julgarão Israel; o estado repugnante e imundo daqueles que degeneram, caindo na incredulidade. Aproximadamente 600–592 a.C.                                                                                                  |
| 13       | Néfi vê em visão: A igreja do diabo estabelecida entre os gentios, a descoberta e colonização da América, a perda de muitas partes claras e preciosas da Bíblia, o estado resultante da apostasia dos gentios, a restauração do evangelho, o aparecimento de escrituras dos últimos dias e a edificação de Sião. Aproximadamente 600–592 a.C.                                                             |
| 14       | Um anjo fala a Néfi das bênçãos e maldições que cairão sobre os gentios — Existem apenas duas igrejas: a Igreja do Cordeiro de Deus e a igreja do diabo — Os santos de Deus em todas as nações são perseguidos pela grande e abominável igreja — O Apóstolo João escreverá sobre o fim do mundo. Aproximadamente 600–592 a.C.                                                                             |
| 15       | A semente de Leí receberá dos gentios o evangelho nos últimos dias — A coligação de Israel é comparada a uma oliveira cujos ramos naturais serão enxertados novamente — Néfi interpreta a visão da árvore da vida e fala da justiça de Deus em separar os iníquos dos justos. Aproximadamente 600–592 a.C.                                                                                                |
| 16       | Os iníquos consideram a verdade dura — Os filhos de Leí casam-se com as filhas de Ismael — A Liahona guia-lhes o curso no deserto — Mensagens do Senhor são escritas na Liahona de tempos em tempos — Ismael morre; sua família murmura por causa das aflições. Aproximadamente 600–592 a.C. |
| 17       | Néfi é instruído a construir um navio — Seus irmãos opõem-se a ele — Ele exorta-os, recontando a história dos procedimentos de Deus para com Israel — Néfi enche-se do poder de Deus — Seus irmãos são proibidos de tocá-lo, para não definharem como uma cana seca. Aproximadamente 592–591 a.C. |
| 18       | O navio é terminado — Mencionado o nascimento de Jacó e o de José — O grupo embarca para a terra da promissão — Os filhos de Ismael e suas esposas unem-se em leviandades e rebelião — Néfi é amarrado e o navio retrocede, devido a uma terrível tempestade — Néfi é libertado e, por causa de sua oração, a tempestade cessa — O povo chega à terra da promissão. Aproximadamente 591–589 a.C.          |
| 19       | Néfi faz placas de metal e registra a história de seu povo — O Deus de Israel virá seiscentos anos depois de Leí haver saído de Jerusalém — Néfi fala dos sofrimentos e da crucificação de Cristo — Os judeus serão desprezados e dispersos até os últimos dias, quando retornarão ao Senhor. Aproximadamente 588–570 a.C.                                                                                |
| 20       | O Senhor revela Seus propósitos a Israel — Israel foi escolhida na fornalha da aflição e deve sair da Babilônia — Comparar com Isaías 48. Aproximadamente 588–570 a.C. |
| 21       | O Messias será uma luz para os gentios e libertará os prisioneiros — Israel será reunida com poder nos últimos dias — Reis serão seus aios — Comparar com Isaías 49. Aproximadamente 588–570 a.C. |
| 22       | Israel será disperso sobre toda a face da Terra — Os gentios cuidarão de Israel e alimentá-lo-ão com o evangelho nos últimos dias — Israel será coligado e salvo e os iníquos queimarão como restolho — O reino do diabo será destruído e Satanás será amarrado. Aproximadamente 588–570 a.C. |

## 2 Néfi
Segundo Néfi inicia-se muitos anos depois que Leí e a família deixaram Jerusalém e depois de sua chegada à terra da promissão. Nos quatro primeiros capítulos Néfi registrou as palavras finais de conselho que o pai deu antes de morrer.
Néfi cita Isaías e dá vários ensinamentos cristãos neste livro, tanto de Néfi, com ode seu irmão Jacó.
| Capítulo | Resumo |
| -------- | --- |
| 1        | Leí profetiza acerca de uma terra de liberdade — Sua semente será dispersa e ferida se rejeitar o Santo de Israel — Ele exorta os filhos a vestirem a armadura da retidão. Aproximadamente 588–570 a.C. |
| 2        | A redenção vem-nos por intermédio do Santo Messias — A liberdade de escolha (livre-arbítrio) é essencial para a existência e para o progresso — Adão caiu para que os homens existissem — Os homens são livres para escolher a liberdade e a vida eterna. Aproximadamente 588–570 a.C. |
| 3        | José, no Egito, viu os nefitas em visão — Ele profetizou sobre Joseph Smith, o vidente dos últimos dias; sobre Moisés, que libertaria Israel; e sobre o aparecimento do Livro de Mórmon. Aproximadamente 588–570 a.C. |
| 4        | Leí aconselha e abençoa sua posteridade — Morre e é sepultado — Néfi gloria-se na bondade de Deus — Néfi deposita sua confiança no Senhor para sempre. Aproximadamente 588–570 a.C. |
| 5        | Os nefitas separam-se dos lamanitas, guardam a lei de Moisés e constroem um templo — Por causa de sua incredulidade, os lamanitas são afastados da presença do Senhor e tornam-se um flagelo para os nefitas. Aproximadamente 588–559 a.C. |
| 6        | Jacó relata novamente a história judaica: O cativeiro babilônico e o retorno; o ministério e a crucificação do Santo de Israel; a ajuda recebida dos gentios e a restauração dos judeus nos últimos dias, quando acreditarem no Messias. Aproximadamente 559–545 a.C |
| 7-8      | Citação de Isaías 50, 51, 52:1-2 |
| 9        | Jacó explica que os judeus serão coligados em todas as suas terras de promissão — A expiação resgata o homem da queda — Os corpos dos mortos sairão da sepultura e seus espíritos, do inferno e do paraíso — Eles serão julgados — A expiação salva da morte, do inferno, do diabo e do tormento eterno — Os justos serão salvos no reino de Deus — Declaradas as penalidades para os pecados — O Santo de Israel é o guardião da porta. Aproximadamente 559–545 a.C. |
| 10       | Jacó explica que os judeus crucificarão o seu Deus — Eles serão dispersos até começarem a acreditar Nele — A América será uma terra de liberdade, onde nenhum rei governará — Reconciliai-vos com Deus e alcançai salvação por meio de Sua graça. Aproximadamente 559–545 a.C. |
| 11       | Jacó viu seu Redentor — A lei de Moisés simboliza Cristo e confirma que Ele virá. Aproximadamente 559–545 a.C. |
| 12-24    | Citação de Isaías 2-14 |
| 25       | Néfi deleita-se na clareza — As profecias de Isaías serão entendidas nos últimos dias — Os judeus retornarão de Babilônia, crucificarão o Messias e serão dispersos e afligidos — Eles serão resgatados quando acreditarem no Messias — Ele, primeiramente, virá 600 anos após Leí haver saído de Jerusalém — Os nefitas guardam a lei de Moisés e creem em Cristo, que é o Santo de Israel. Aproximadamente 559–545 a.C.                                             |
| 26       | Cristo exercerá seu ministério entre os nefitas — Néfi prevê a destruição de seu povo — Eles falarão desde o pó — Os gentios edificarão falsas igrejas e farão combinações secretas — O Senhor proíbe aos homens o uso de artimanhas sacerdotais. Aproximadamente 559–545 a.C. |
| 27       | Citação de Isaías 29 |
| 28       | Muitas falsas igrejas serão estabelecidas nos últimos dias — Ensinarão doutrinas falsas, vãs e tolas — Haverá grande apostasia por causa de falsos mestres — O diabo enfurecer-se-á no coração dos homens — Ensinará todo tipo de doutrinas falsas. Aproximadamente 559–545 a.C. |
| 29       | Muitos gentios rejeitarão o Livro de Mórmon — Eles dirão: Não necessitamos de outra Bíblia — O Senhor fala a muitas nações — Ele julgará o mundo pelos livros que serão escritos. Aproximadamente 559–545 a.C. |
| 30       | Os gentios convertidos serão contados com o povo do convênio — Muitos lamanitas e judeus acreditarão na palavra e tornar-se-ão agradáveis — Israel será restaurada e os iníquos, destruídos. Aproximadamente 559–545 a.C. |
| 31       | Néfi diz por que Cristo foi batizado — Os homens devem seguir a Cristo, ser batizados, receber o Espírito Santo e perseverar até o fim para serem salvos — Arrependimento e batismo são a porta para o caminho estreito e apertado — A vida eterna é concedida àqueles que guardam os mandamentos após o batismo. Aproximadamente 559–545 a.C. |
| 32       | Anjos falam pelo poder do Espírito Santo — Os homens devem orar e obter do Espírito Santo conhecimento para si mesmos. Aproximadamente 559–545 a.C. |
| 33       | As palavras de Néfi são verdadeiras — Elas testificam de Cristo — Aqueles que creem em Cristo crerão nas palavras de Néfi, as quais serão como uma testemunha diante do tribunal. Aproximadamente 559–545 a.C. |

## O Legado de Néfi
Néfi foi tão importante que vários outros personagens do livro de Mórmon receberam seu nome . Os descendentes dele eram chamados nefitas. Mais tarde, todo seguidores do evangelho foi chamado nefita.
O primeiro país/território da colonizado pela família de Leí se chamava Terra de Leí-Néfi, ou Terra da Primeira Herança. Havia uma cidade chamada cidade de Néfi.
Hoje, nos Estados Unidos, em Utah há uma cidade chamada Nephi., em homenagem ao antigo profeta.